# Andromeda X
Andromeda X (And X) – karłowata galaktyka sferoidalna w konstelacji Andromedy. Jest satelitą Galaktyki Andromedy (stąd też nazwa). Odkryła ją grupa naukowców pod przewodnictwem Daniela B. Zuckera.